# Zasphinctus

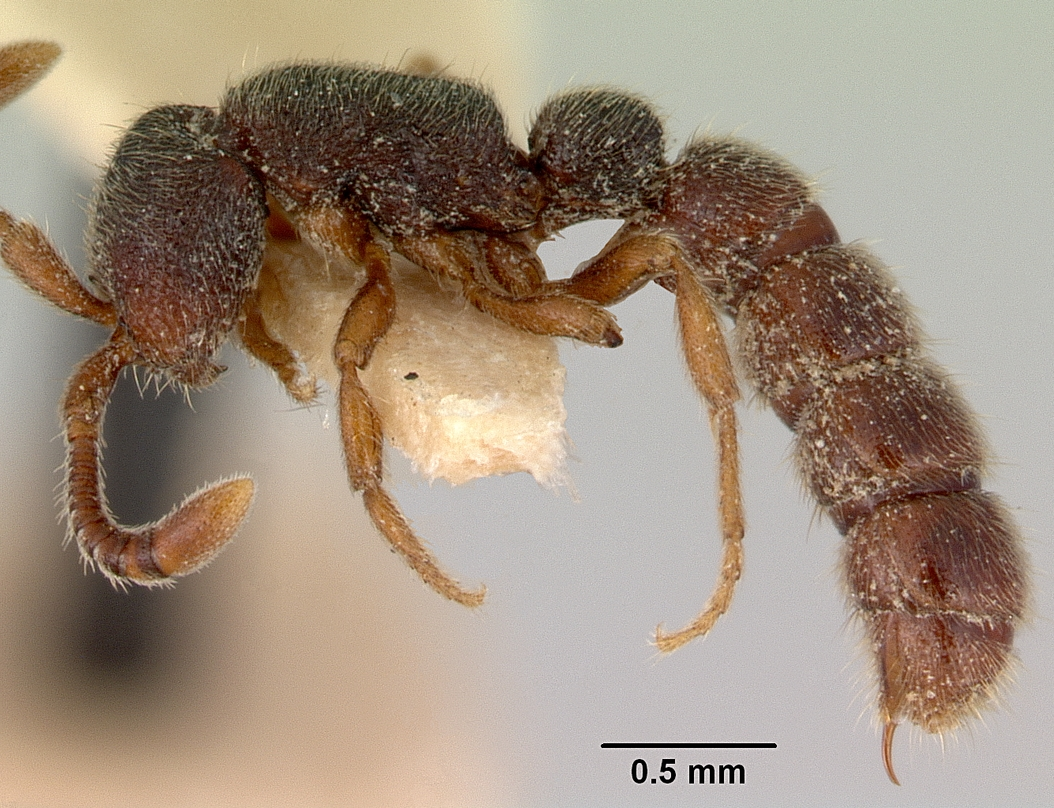
(Sphinctomyrmex caledonicus)

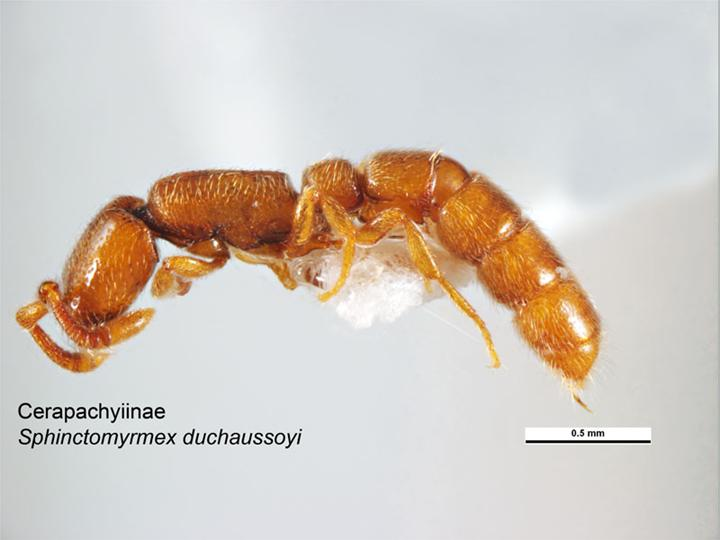
(Sphinctomyrmex duchaussoyi)

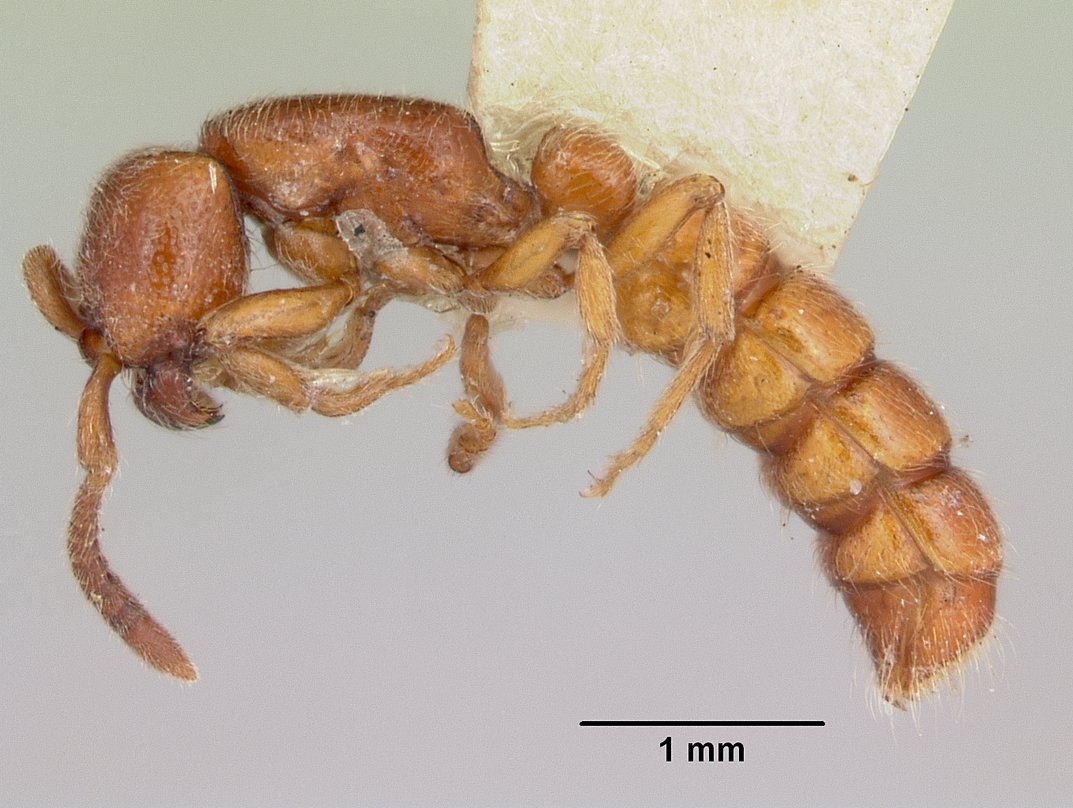
(Sphinctomyrmex froggatti)

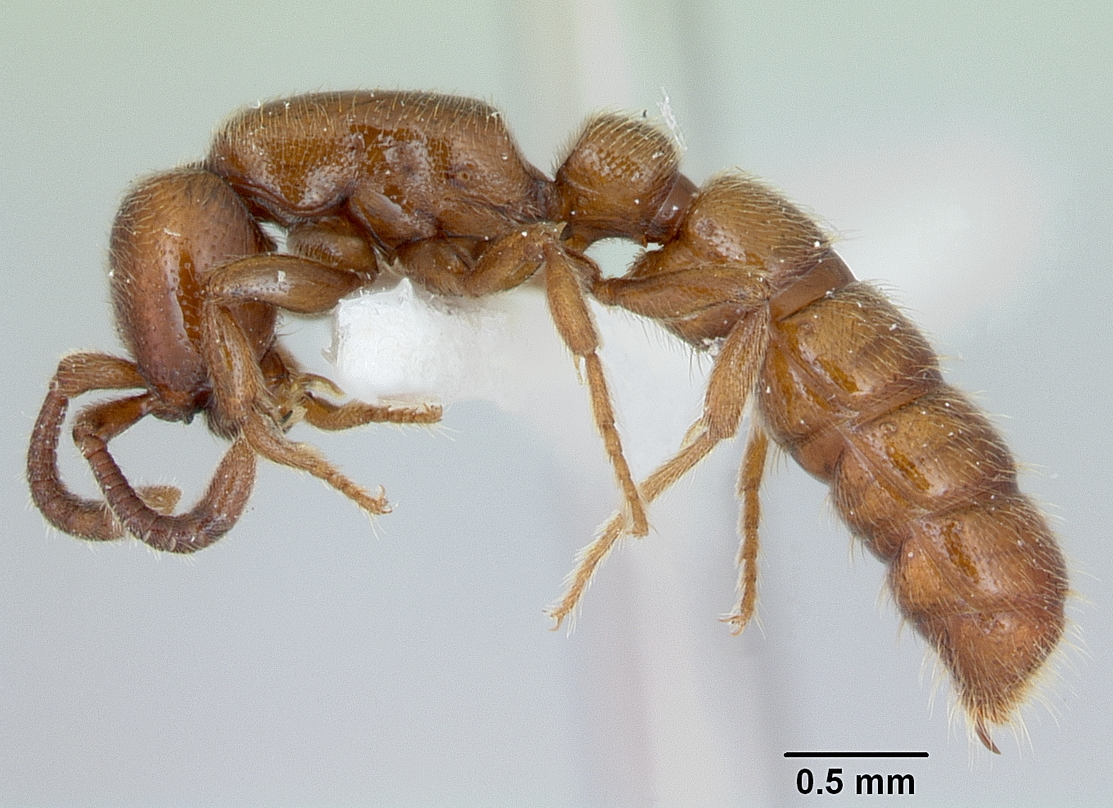
(Sphinctomyrmex imbecilis)

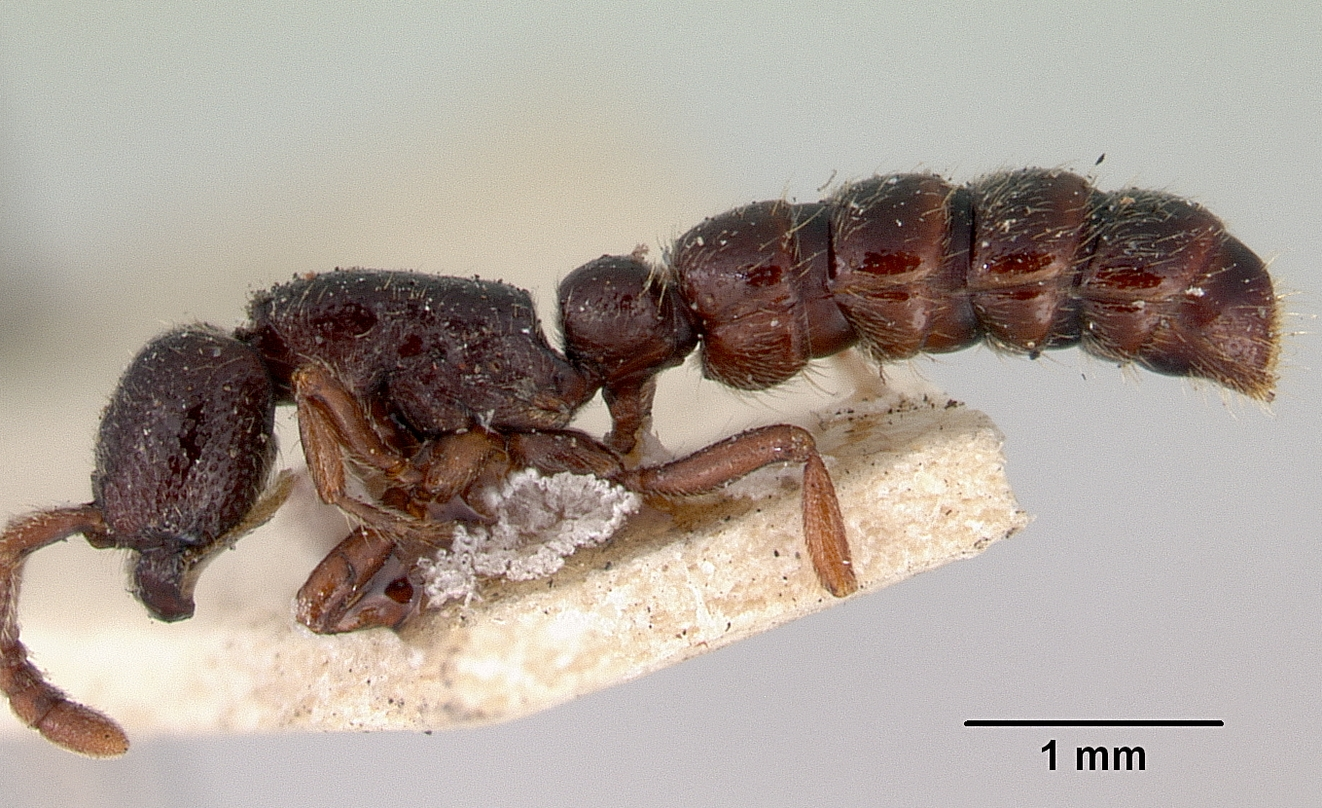
(Sphinctomyrmex nigricans)

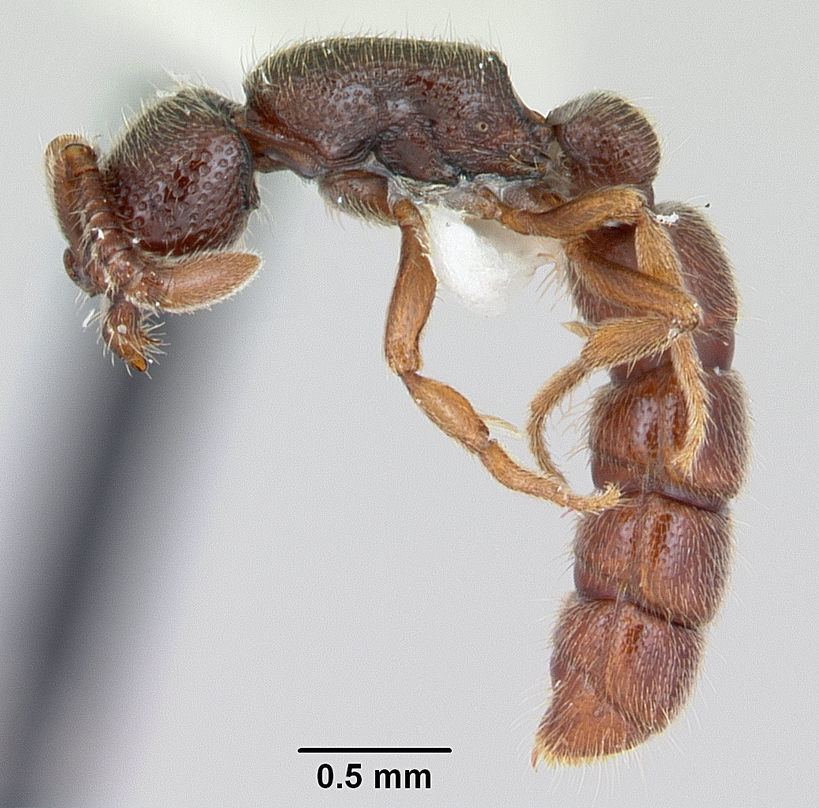
(Sphinctomyrmex steinheili)

Zasphinctus (лат.) — род мелких муравьёв из подсемейства Dorylinae (Formicidae). Около 20 видов, часть которых ранее входили в состав рода Sphinctomyrmex. Специализированы на питании другими видами муравьёв (мирмекофагия). 

## Распространение
Африка, Юго-Восточная Азия, Австралия, Новая Каледония, Новая Гвинея.

## Описание
Мелкие коричневого цвета муравьи размером 2—3 мм (ноги и усики у части видов желтовато-коричневые), блестящие с заметными перетяжкими между абдоминальными сегментами  IV, V и VI. У рабочих усики 11 или 12-члениковые, у самцов 12 или 13-члениковые, скапус короткий. Глаза или мелкие (до 20 фасеток) или отсутствуют, оцеллии и усиковые бороздки у рабочих отсутствуют. Нижнечелюстные и нижнегубные щупики 3-члениковые (формула щупиков 3,3). Жвалы с 4 или 5 зубцами на жевательном крае. Заднегрудка угловатая, но без проподеальных шипиков. На голенях средней и задней пары ног по одной гребенчатой шпоре. Тело покрыто многочисленными короткими волосками. Самки крылатые (например, Zasphinctus occidentalis), или эргатоидные слепые (Zasphinctus asper, Zasphinctus duchaussoyi, Zasphinctus steinheili), или субдихтадииформные (Zasphinctus imbecilis). Муравейники земляные, в семьях несколько сотен муравьёв.

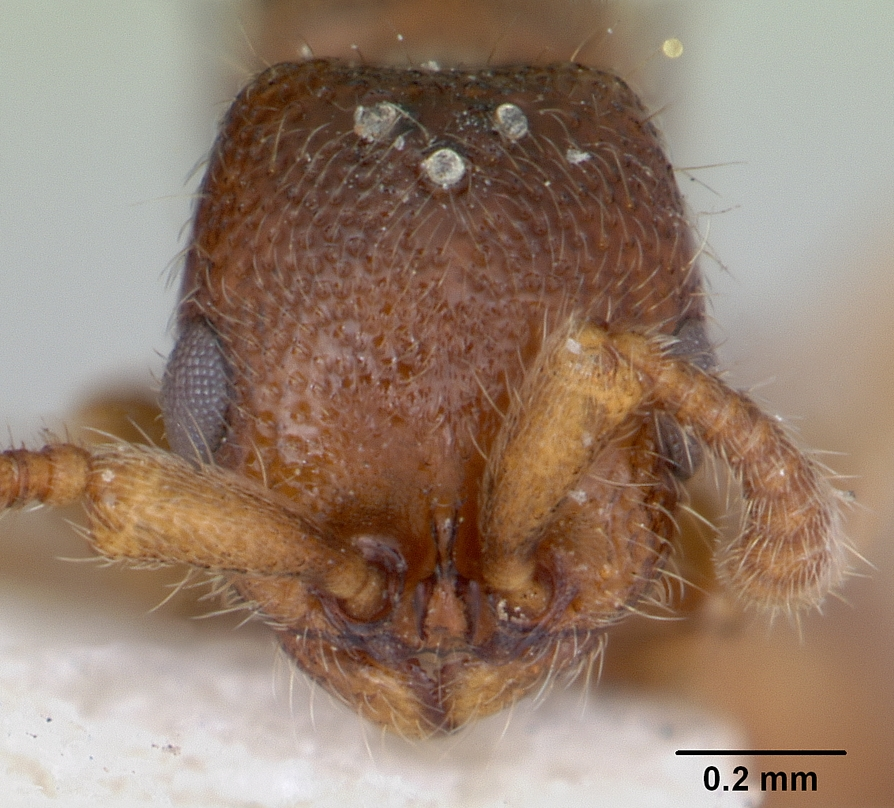
Z. occidentalis
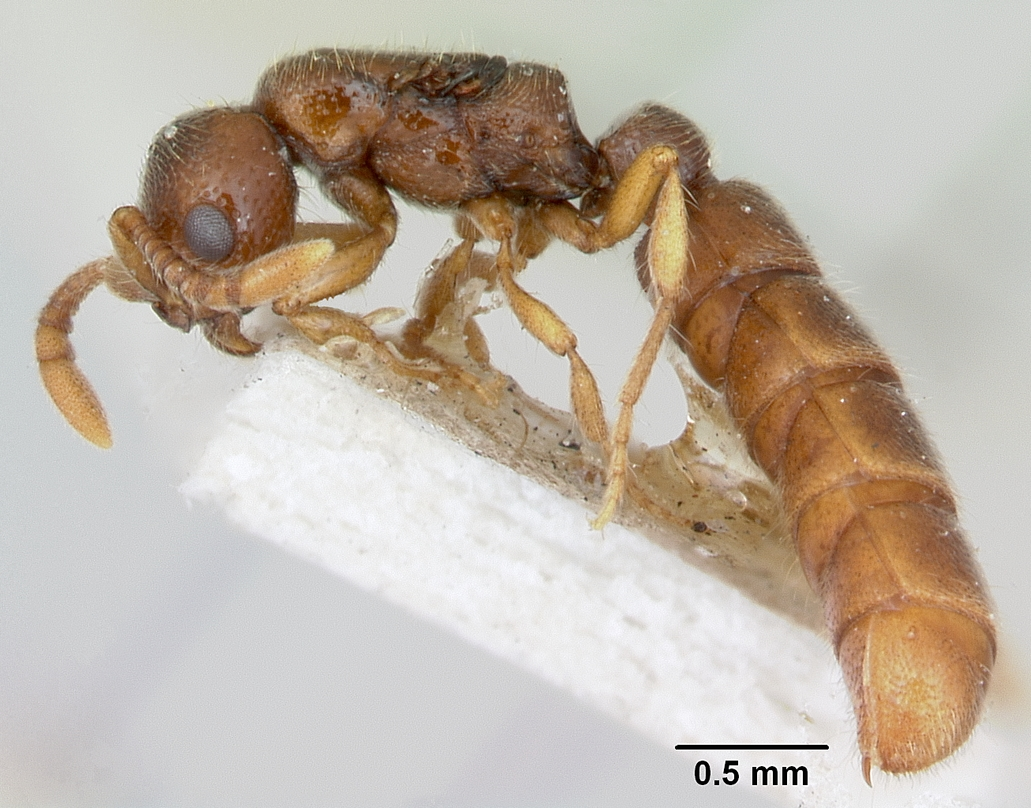
Z. occidentalis
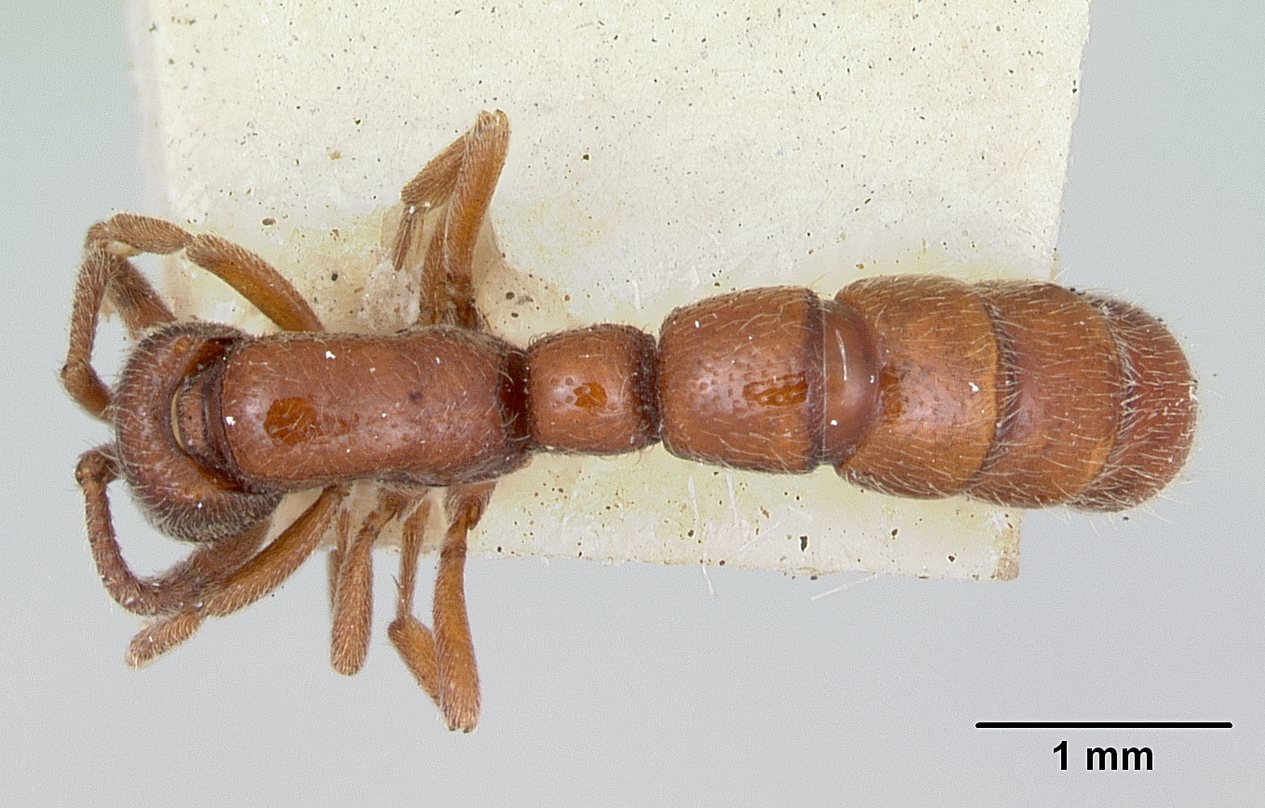
Z. septentrionalis
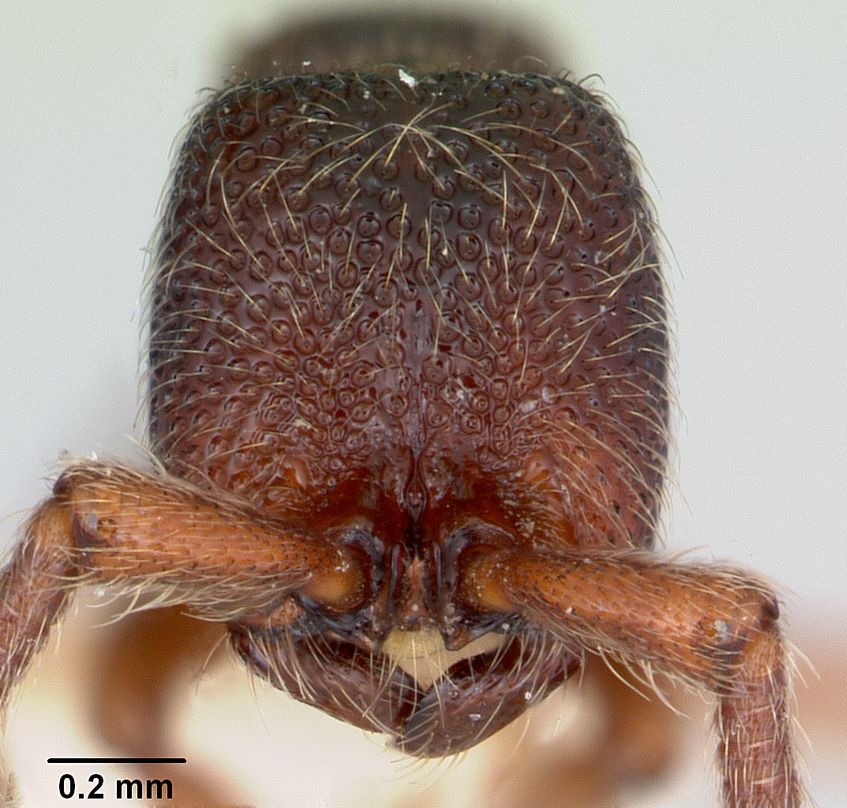
Z. trux
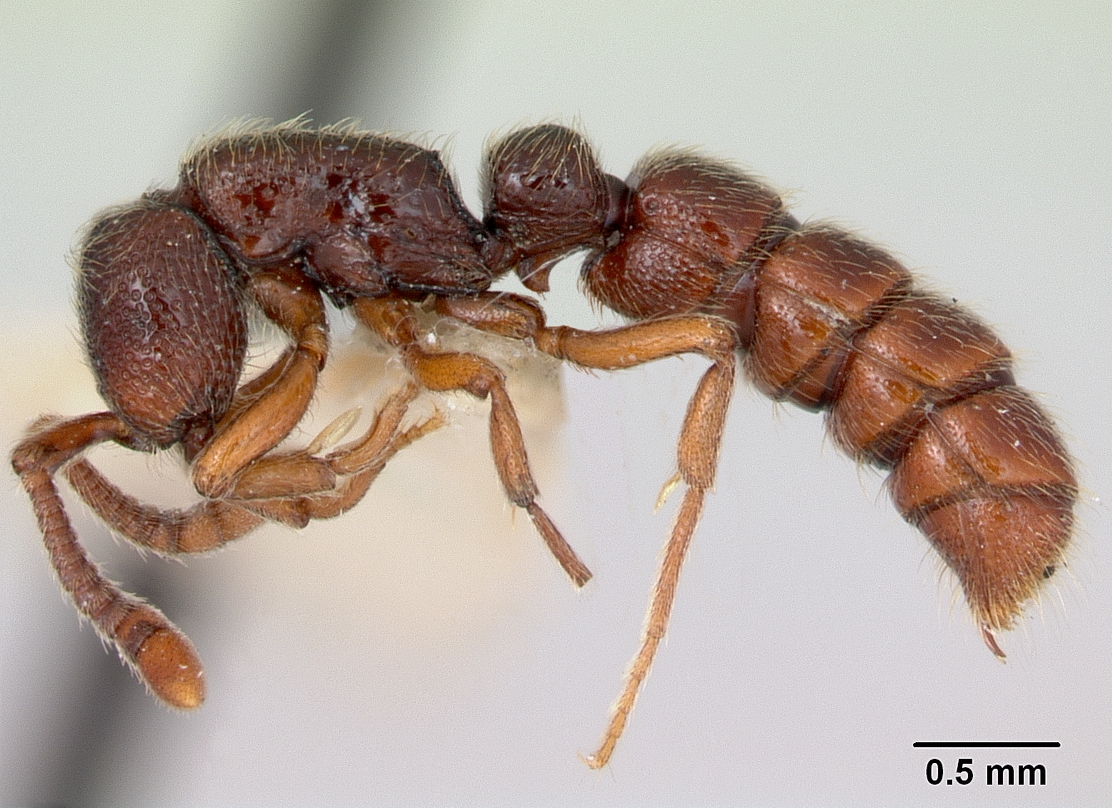
Z. trux
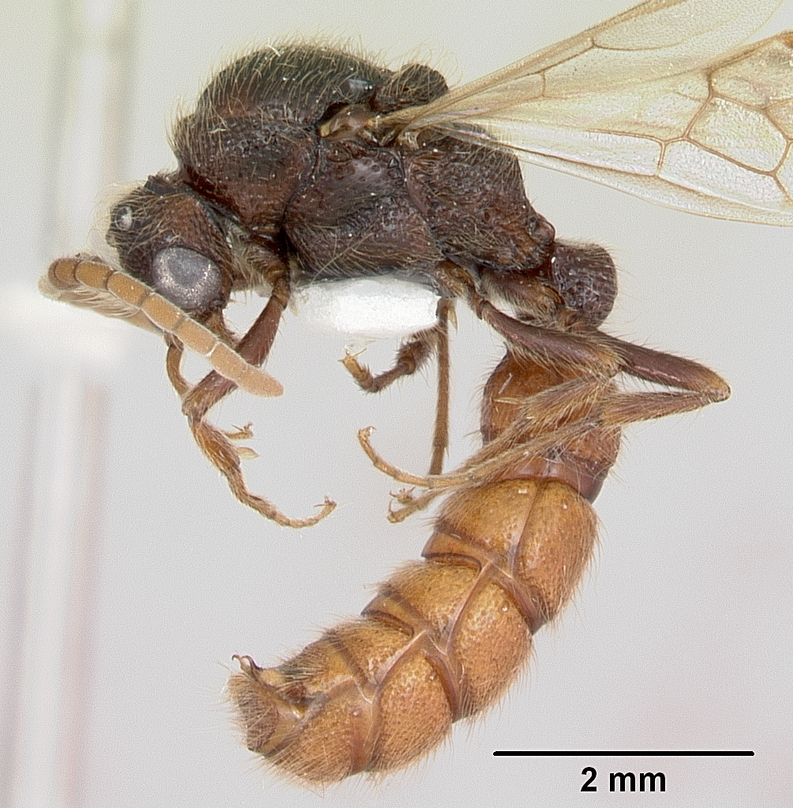
Самец Z. turneri

## Систематика и этимология
Около 20 видов, многие из которых ранее входили в состав родов Eusphinctus, а с 1975 в Sphinctomyrmex из подсемейства Cerapachyinae, а с 2016 года — в составе подсемейства Dorylinae.
- Zasphinctus asper Brown, 1975 (Австралия)
- Zasphinctus caledonicus Wilson, 1957 (Новая Каледония)
- Zasphinctus cedaris Forel, 1915 (Австралия)
- Zasphinctus chariensis Santschi, 1915 (ЦАР, Чад, Мали)
- Zasphinctus clarus (Forel, 1893) (Австралия)
- Zasphinctus cribratus Emery, 1897 (Новая Гвинея)
- Zasphinctus duchaussoyi (André, 1905) (Австралия)
  - = Eusphinctus hackeri Wheeler, W.M., 1918
- Zasphinctus emeryi (Forel, 1893) (Австралия)
  - = Sphinctomyrmex perstictus Brown, 1975
- Zasphinctus froggatti Forel, 1900 (Австралия)
- Zasphinctus imbecilis Forel, 1907 (Австралия)
  - = Eusphinctus brunnicornis Clark, 1930
  - = Eusphinctus fulvidus Clark, 1924
  - = Eusphinctus manni Wheeler, W.M., 1918
  - = Eusphinctus silaceus Clark, 1924
- Zasphinctus mjobergi Forel, 1915 (Австралия)
- Zasphinctus myops Forel, 1895 (Австралия)
- Zasphinctus nigricans  (Clark, 1926) (Австралия)
- Zasphinctus obamai (Африка)
- Zasphinctus occidentalis  (Clark, 1924) (Австралия)
- Zasphinctus rufiventris  Santschi, 1915 (Бенин, Мали)
- Zasphinctus sarowiwai (Африка)
- Zasphinctus septentrionalis (Crawley, 1925) (Австралия)
- Zasphinctus siamensis Jaitrong, 2016 (Таиланд)
- Zasphinctus steinheili Forel, 1900 (Австралия)
  - = Eusphinctus fulvipes Clark, 1934
  - = Eusphinctus hirsutus Clark, 1929
  - = Sphinctomyrmex fallax Forel, 1900
  - = Sphinctomyrmex fallax hedwigae Forel, 1910
- Zasphinctus trux Brown, 1975 (Австралия)
- Zasphinctus turneri Forel, 1900 (Австралия)
- Zasphinctus wilsoni (Африка)